# Ernest Beaglehole
Ernest Beaglehole (ur. 25 sierpnia 1906 w Wellington, zm. 23 października 1965 tamże) – nowozelandzki psycholog i etnolog. Prowadził badania w Oceanii, między innymi na Pukapuka, Hawajach, Tonga. Jako pierwszy uzyskał tytuł profesora psychologii w Nowej Zelandii (w 1948).

## Życiorys

### Życie i edukacja
Beaglehole urodził się jako ostatni z czwórki rodzeństwa, uczęszczał do szkoły Mount Cook i Wellington College. Swoją edukację kontynuował na Uniwersytecie Wiktorii w Wellingtonie, gdzie w 1928 otrzymał tytuł magistra. Stamtąd przeniósł się do Londynu, by rozpocząć studia doktoranckie na London School of Economics (LSE). W 1931 opublikowane zostały wyniki jego badań nad psychologicznymi podstawami zachłanności oraz praw własności pt „Property”. W Londynie poznał też swoją przyszłą żonę, Pearl Maslin. Po ukończeniu LSE z tytułem doktora Beaglehole otrzymał stypendium na Uniwersytecie Yale, gdzie nawiązał bliski kontakt ze znanymi postaciami antropologii: Edwardem Sapirem, Margaret Mead, Ruth Benedict. Beaglehole i Mead utrzymywali kontakt aż do jej śmierci.

### Kariera naukowa
Beaglehole skupił swoje badania na kulturach pacyficznych. Dzięki poznanemu na Uniwersytecie Yale profesorowi miał możliwość wyjazdu na Pukapuka. Stamtąd przywiózł kilka publikacji, na przykład Ethnology of Pukapuka, wydaną w 1938. Ernest Beaglehole wrócił na Uniwersytet Wiktorii, by rozpocząć pracę wykładowcy u boku swojego brata Johna.
W 1946 opublikował  „Some Modern Maoris” jako kontynuację poprzednich dzieł. Książka stała się kontrowersyjna przez freudowskie interpretacje życia Maori. W 1957 ukończył badania w dziedzinie antropologii publikacją „Social Change In the South Pacific”. W swoich pracach skupiał się na rdzennych kulturach i ich zanikaniu wraz z upływem czasu.
Beaglehole zmarł w wieku 59 lat, zostawiając żonę Pearl i czwórkę dzieci.